# Heinrich Otte (Politiker)
Heinrich Otte (* 11. Dezember 1891 in Sage-Haast; † 20. Januar 1975 in Wildeshausen) war ein deutscher Politiker.
Otte war als Tischlermeister in seinem Geburtsort Sage-Haast tätig. Als Abgeordneter der CDU gehörte er zwei Wochen lang, von der ersten Sitzung am 30. Januar 1946 bis zum 15. Februar 1946, dem Ernannten Landtag von Oldenburg an.

## Quelle
- Barbara Simon: Abgeordnete in Niedersachsen 1946–1994. Biographisches Handbuch. Hrsg. vom Präsidenten des Niedersächsischen Landtages. Niedersächsischer Landtag, Hannover 1996.

| Personendaten    | Personendaten                  |
| ---------------- | ------------------------------ |
| NAME             | Otte, Heinrich                 |
| KURZBESCHREIBUNG | deutscher Politiker (CDU), MdL |
| GEBURTSDATUM     | 11. Dezember 1891              |
| GEBURTSORT       | Sage-Haast                     |
| STERBEDATUM      | 20. Januar 1975                |
| STERBEORT        | Wildeshausen                   |